# World Basketball League 1989
La stagione WBL 1989 fu la seconda della World Basketball League. Parteciparono 5 squadre in un unico girone. Le squadre WBL incontrarono alcuni team internazionali in incontri validi per la regular season.
Rispetto alla stagione precedente si aggiunsero i Worcester Counts. I Chicago Express si trasferirono a Springfield, rinominandosi Illinois Express. I Fresno Flames e i Vancouver Nighthawks scomparvero.

## Squadre partecipanti
- Calgary 88's
- Illinois Express
- L.V. Silver Streaks
- Worcester Counts
- Youngstown Pride

## Classifica
| Squadra                  | V  | P  | %    | GB |
| ------------------------ | -- | -- | ---- | -- |
| Calgary 88's             | 31 | 13 | 70,4 | -  |
| Youngstown Pride C       | 30 | 14 | 68,1 | 1  |
| Illinois Express         | 29 | 15 | 65,9 | 2  |
| Las Vegas Silver Streaks | 26 | 18 | 59,1 | 5  |
| Worcester Counts         | 18 | 26 | 40,9 | 13 |
| International Teams      | 1  | 49 | 2,0  |    |

## Play-off

### Semifinali
| 27 agosto | Youngstown Pride | 100 – 95 | Illinois Express |  |

| 28 agosto | Youngstown Pride | 99 – 97 | Illinois Express |  |

| 27 agosto | Calgary 88's | 122 – 115 | Las Vegas Silver Streaks |  |

| 28 agosto | Las Vegas Silver Streaks | 116 – 115 | Calgary 88's |  |

| 29 agosto | Calgary 88's | 120 – 115 | Las Vegas Silver Streaks |  |

### Finale
| 30 agosto | Youngstown Pride | 107 – 98 | Calgary 88's |  |

| 1º settembre | Youngstown Pride | 118 – 116 | Calgary 88's |  |

### Tabellone
|  | Semifinali | Semifinali | Semifinali |            |   | Finale  | Finale | Finale |  |
|  |            |            |            |            |   |         |        |        |  |
|  | 1          | Calgary    | 2          |            |   |         |        |        |  |
|  | 1          | Calgary    | 2          |            |   |         |        |        |  |
|  | 4          | Las Vegas  | 1          |            |   |         |        |        |  |
|  | 4          | Las Vegas  | 1          |            | 1 | Calgary | 0      |        |  |
|  |            |            |            |            | 1 | Calgary | 0      |        |  |
|  |            |            | 2          | Youngstown | 2 |         |        |        |  |
|  | 3          | Illinois   | 2          | Youngstown | 2 | 0       |        |        |  |
|  | 3          | Illinois   |            |            |   |         |        |        |  |
|  | 2          | Youngstown | 2          |            |   |         |        |        |  |

## Vincitore
| Campione WBL 1989            |
| ---------------------------- |
| Youngstown Pride (1º titolo) |

## Statistiche
| Categoria             | Giocatore         | Squadra                  | Stat |
| --------------------- | ----------------- | ------------------------ | ---- |
| Punti per gara        | Jamie Waller      | Las Vegas Silver Streaks | 21,7 |
| Rimbalzi per gara     | Alfredrick Hughes | Illinois Express         | 11,5 |
| Assist per gara       | Cedric Hunter     | Las Vegas Silver Streaks | 11,0 |
| Palle rubate per gara | Darryl Johnson    | Illinois Express         | 1,9  |
| Stoppate per gara     | Perry Young       | Calgary 88's             | 1,3  |
| FG%                   | Willie Bland      | Youngstown Pride         | 60,8 |
| FT%                   | Chip Engelland    | Calgary 88's             | 86,4 |
| 3FG%                  | Chip Engelland    | Calgary 88's             | 51,3 |

## Premi WBL
- WBL Coach of the Year: Bob Patton
- WBL Sixth Man of the Year: Keith Smart
- WBL Championship MVP: Barry Mitchell
- All-WBL Team
  - Willie Bland, Youngstown Pride
  - Dave Henderson, Calgary 88's
  - Alfredrick Hughes, Illinois Express
  - Andre Turner, Calgary 88's
  - Jamie Waller, Las Vegas Silver Streaks
- WBL All-Defensive Team
  - Barry Mitchell, Youngstown Pride
  - Carlos Clark, Calgary 88's
  - Cedric Hunter, Las Vegas Silver Streaks
  - Perry McDonald, Illinois Express
  - Keith Smart, Worcester Counts